# Steffen Jensen
 Der er flere personer med dette navn, se Steffen Jensen (borgmester).
Steffen Jensen (født 28. februar 1956 i Randers) er en dansk journalist og mellemøstkorrespondent for TV2/DANMARK.
Jensen har læst forhistorisk, bibelsk og romersk arkæologi, Mellemøststudier og journalistik. 
Steffen Jensen har som journalist arbejdet for Berlingske Tidende, Weekendavisen, Det Fri Aktuelt, DR, Radioavisen og TV2/DANMARK.
I 1988 var Jensen med til at starte TV 2 og har siden været tv-stationens Mellemøstkorrespondent. Siden 1991 har han haft fast bopæl i Jerusalem. 